# 馬特·貝斯勒
馬特·貝斯勒（英語：Matt Besler；1987年2月11日—）是一位美國足球運動員。在場上的位置是後衛。他也代表美國國家足球隊參賽並且參加了2014年世界杯。